# Бартон, Коди
Коди Ликеке Бартон (англ. Cody Likeke Barton, 13 ноября 1996, Солт-Лейк-Сити, Юта) — профессиональный футболист, выступающий на позиции лайнбекера в клубе НФЛ «Сиэтл Сихокс».

## Биография
Коди Бартон родился 13 ноября 1996 года в Солт-Лейк-Сити. Его родители были спортсменами: отец Пол на профессиональном уровне играл в бейсбол в системе клуба «Торонто Блю Джейс», мать Микки во время учёбы в университете занималась баскетболом и волейболом. Старший брат Коди, Джексон, также профессиональный футболист.
Он учился в школе Брайтон в Коттонвуд-Хайтс, пригороде Солт-Лейк-Сити. В составе школьной команды Бартон играл на позициях сэйфти и тайт-энда. В выпускной год он вошёл в символическую сборную звёзд штата по версиям газет The Salt Lake Tribune и Deseret News. После окончания школы Коди поступил в университет Юты по специальности «экономика».

### Любительская карьера
Выступления в чемпионате NCAA Бартон начал в 2015 году. В дебютном сезоне он сыграл в двенадцати матчах, выходя на поле в составе специальных команд. С 2016 года он начал выходить в стартовом составе на месте лайнбекера, в одиннадцати играх сезона сделал 66 захватов. В 2017 году сыграл в тринадцати матчах. 
Сезон 2018 года стал единственным, в котором Коди попал в стартовый состав на все четырнадцать матчей команды. «Юта» выиграла Южный дивизион конференции Pac-12, но в финале проиграла «Вашингтону». Бартон по итогам чемпионата стал лидером команды по числу сделанных захватов (116).

#### Статистика выступлений в NCAA
| Сезон | Команда | Игры | Захваты | Захваты | Захваты | Захваты | Захваты | Перехваты | Перехваты | Перехваты | Перехваты | Перехваты | Фамблы | Фамблы | Фамблы | Фамблы |
| Сезон | Команда | Игры | Solo    | Ast     | Tot     | Loss    | Sk      | Int       | Yds       | Y/R       | TD        | PD        | FR     | Yds    | TD     | FF     |
| ----- | ------- | ---- | ------- | ------- | ------- | ------- | ------- | --------- | --------- | --------- | --------- | --------- | ------ | ------ | ------ | ------ |
| 2015  | Юта Ютс | 12   | 3       | 4       | 7       | 0,0     | 0,0     | 0         | 0         | 0,0       | 0         | 0         | 0      | 0      | 0      | 0      |
| 2016  | Юта Ютс | 11   | 37      | 29      | 66      | 8,5     | 1,0     | 0         | 0         | 0,0       | 0         | 3         | 0      | 0      | 0      | 0      |
| 2017  | Юта Ютс | 13   | 23      | 22      | 45      | 4,5     | 4,0     | 0         | 0         | 0,0       | 0         | 1         | 3      | 0      | 0      | 0      |
| 2018  | Юта Ютс | 14   | 68      | 48      | 116     | 10,5    | 4,0     | 1         | 7         | 7,0       | 0         | 7         | 0      | 0      | 0      | 1      |
| Всего | Всего   | 50   | 131     | 103     | 234     | 23,5    | 9,0     | 1         | 7         | 7,0       | 0         | 11        | 3      | 0      | 0      | 1      |

### Профессиональная карьера
Достоинствами Бартона перед драфтом обозреватель Bleacher Report Мэтт Миллер называл возможность одинаково эффективно играть на любом дауне, хорошую работу корпусом и навыки игры в прикрытии. К минусам он относил недостаток резкости и быстроты при хорошей скорости, небольшой технический арсенал, не всегда позволяющий уйти от блока соперника, несоответствие его физических данных и навыков позиции на поле. По мнению аналитика Бартон мог быть выбран в седьмом раунде и получить место в специальных командах одного из клубов НФЛ. 
Бартон был выбран «Сиэтлом» в третьем раунде под общим 88 номером. В июне он подписал с клубом стандартный четырёхлетний контракт новичка на общую сумму 3,4 млн долларов. Во время предсезонной подготовки Коди конкурировал с Остином Калитро за место дублёра центрального лайнбекера Бобби Вагнера. Сезон 2019 года стал успешным для Бартона. В стартовом составе команды он сыграл всего четыре матча, заменяя травмированного Майкла Кендрикса, но стал самым задействованным игроком специальных команд «Сиэтла».

#### Статистика выступлений в НФЛ

##### Регулярный чемпионат
| Сезон | Команда      | Игры | Захваты | Захваты | Захваты | Захваты | Захваты | Перехваты | Перехваты | Перехваты | Перехваты | Перехваты | Фамблы | Фамблы | Фамблы | Фамблы |
| Сезон | Команда      | Игры | Solo    | Ast     | Tot     | Loss    | Sk      | Int       | Yds       | Y/R       | TD        | PD        | FR     | Yds    | TD     | FF     |
| ----- | ------------ | ---- | ------- | ------- | ------- | ------- | ------- | --------- | --------- | --------- | --------- | --------- | ------ | ------ | ------ | ------ |
| 2019  | Сиэтл Сихокс | 16   | 9       | 14      | 23      | 0,0     | 0,0     | 0         | 0         | 0,0       | 0         | 1         | 1      | 0      | 0      | 0      |
| Всего | Всего        | 16   | 9       | 14      | 23      | 0,0     | 0,0     | 0         | 0         | 0,0       | 0         | 1         | 1      | 0      | 0      | 0      |

##### Плей-офф
| Сезон | Команда      | Игры | Захваты | Захваты | Захваты | Захваты | Захваты | Перехваты | Перехваты | Перехваты | Перехваты | Перехваты | Фамблы | Фамблы | Фамблы | Фамблы |
| Сезон | Команда      | Игры | Solo    | Ast     | Tot     | Loss    | Sk      | Int       | Yds       | Y/R       | TD        | PD        | FR     | Yds    | TD     | FF     |
| ----- | ------------ | ---- | ------- | ------- | ------- | ------- | ------- | --------- | --------- | --------- | --------- | --------- | ------ | ------ | ------ | ------ |
| 2019  | Сиэтл Сихокс | 2    | 4       | 4       | 8       | 1,0     | 1,0     | 0         | 0         | 0,0       | 0         | 2         | 0      | 0      | 0      | 0      |
| Всего | Всего        | 2    | 4       | 4       | 8       | 1,0     | 1,0     | 0         | 0         | 0,0       | 0         | 2         | 0      | 0      | 0      | 0      |